# Радянська республіка матросів та будівельників

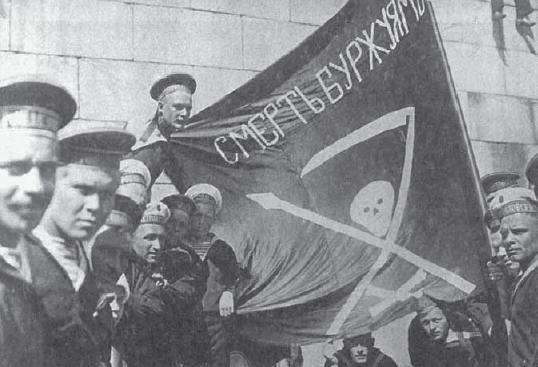
Революційні матроси лінкора «Петропавловськ» у Гельсінгфорсі, літо 1917 року

Наргенська (Найссаарська) республіка (самоназви Радянська республіка матросів та будівельників, Російська радянська республіка Нарген, Вільний Нарген; в естонській радянській історіографії Радянська республіка Найссаара (ест. Naissaare Nõukogude Vabariik) — «радянська республіка» в період Громадянської війни в Росії, самопроголошена революційними матросами російського Балтійського флоту на острові Нарген (нині Наїссаар) 17 грудня 1917 року. Гарнізон евакуйовано до Кронштадта 26 лютого 1918 року.

## Історія
«Радянська республіка», проголошена 17 грудня 1917 року гарнізоном острова Нарген (естонська назва Наїссаар) на знак протесту проти евакуації Прибалтики за умовами Берестейського миру[уточнити].
Гарнізон острова, перетвореного фортом на «сухопутний дредноут», який контролював підходи до Ревельської військово-морської бази російського Балтійського флоту і ревельський рейд, складався з 80—90 революційних матросів (а також артилерійської команди), військових будівельників, які продовжили розпочате 1911 року зміцнення форту.
Ініціатор створення і керівник республіки — лідер матросів анархо-комуніст Степан Петриченко, старший писар лінкора «Петропавловськ» Балтійського флоту Радянської Росії. Уряд, за прикладом Радянської Росії, іменувався Радою народних комісарів, у складі:
- голови С. Петриченка,
- народних комісарів
  - у військових та морських справах,
  - внутрішніх справ,
  - праці,
  - фінансів,
  - охорони здоров'я,
  - (пізніше) освіти.

При наближенні до Ревеля німецьких військ гарнізон Наргену 26 лютого 1918 року не прийняв бою, а втік на суднах у Гельсінгфорс, а звідти на військовому кораблі в Кронштадт, залишивши на острові товаришів (німецькі війська утримували їх у тюрмі на Наїссаарі, передали 14 листопада 1918 року естонській владі, яка звільнила їх як політв'язнів у лютому 1919 року.